# Гильом де Шалон-Осер

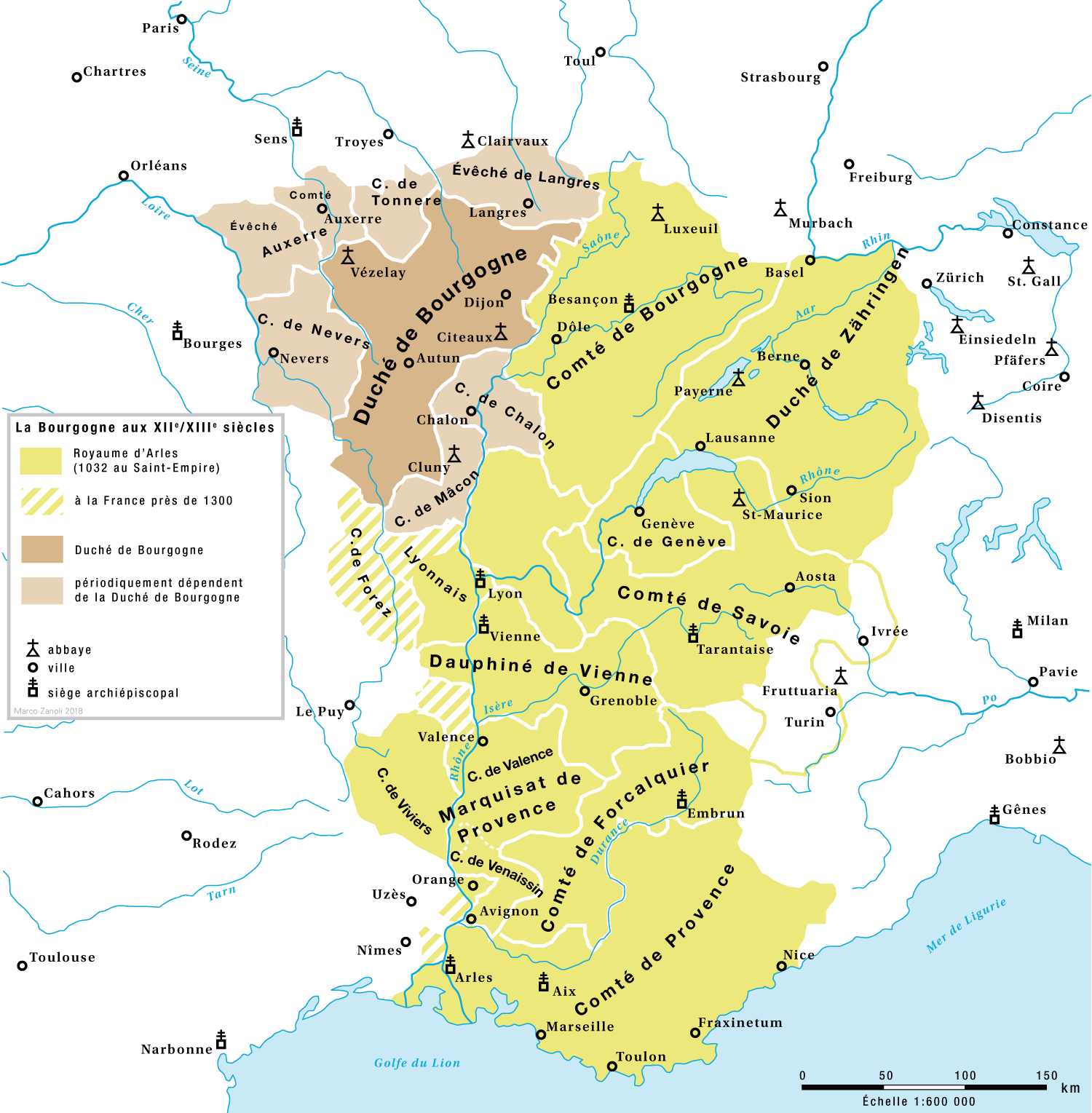
Графства Осер и Тоннер на карте Бургундии (северо-запад)

Гильом де Шалон (фр. Guillaume d’Auxerre; 1269/1270 — 9 августа 1304) — граф Осера с 1279, граф Тоннера с 1293 года.

## Биография
Сын Жана де Шалона (р.1243, ум. не позднее 1309), сеньора де Рошфор и де Сален, и его второй жены Аликс Бургундской (1251—1279), графини Осера. Поскольку они поженились 1 ноября 1268 года, датой рождения Гильома можно считать 1269/1270.
В 1279 году наследовал матери в качестве графа Осера. До 1283 года находился под опекой отца.
В 1292 году женился на Элеоноре Савойской (1279—1324), дочери Амадея V Савойского. Дети:
- Жан де Шалон (1296—1346), граф Осера и Тоннера
- Жанна де Шалон (1300—1338), графиня Тоннера.

Тётка по матери королева Сицилии Маргарита Бургундская 2 января 1293 года передала ему графство Тоннер и сеньории Монже, Сент-Эньан, Селль и Валансэ-ан-Берри. Фактически она оставалась правительницей до 1297 года, когда Гильом принёс оммаж за Тоннер епископу Лангра.
Гильом де Шалон погиб в битве при Монс-ан-Пюэль 4 августа 1304 года во время фландрского похода короля Филиппа IV. Его вдова в 1305 году вышла замуж за Дрё IV де Мелло, сеньора де Сент-Эрмин. Третьим её мужем был граф Форе Жан I.